# EKD-Datenschutzgesetz
Das EKD-Datenschutzgesetz ist die für den Bereich der Evangelischen Kirche in Deutschland geltende Datenschutz-Regelung.
Die Kirchen in Deutschland können aufgrund des kirchlichen Selbstbestimmungsrechts in Art. 137 Absatz 3 der Weimarer Reichsverfassung in Verbindung mit Art. 140 des Grundgesetzes eigene Rechtsordnungen für ihren Bereich bestimmen. Dieser Status wird auch im Blick auf den Datenschutz unionsrechtlich geachtet (Art. 17 AEUV, Art. 91 der Datenschutz-Grundverordnung). Besondere staatliche Rechtsvorschriften gehen dem DSG-EKD (bis zum 24. Mai 2018) nur vor, soweit es sich um Schranken handelt (Art. 137 Abs. 3 WRV, § 1 Abs. 6 DSG-EKD). Im Unterschied zur Regelung der katholischen Bistümer in Deutschland (vgl. § 1 Abs. 3 KDO) gelten daher staatliche datenschutzrechtliche Erlaubnisnormen nicht. Als Schranke geht dem DSG-EKD insbesondere die strafrechtlich geregelte Schweigepflicht für bestimmte Berufsgruppen des § 203 StGB vor. Dagegen entfalten beispielsweise die Regelungen des Sozialdatenschutzes oder die Erlaubnis zum Webtracking (§ 15 Abs. 3 TMG) keine Wirkung im Bereich der EKD.
Nach § 39 Abs. 2 DSG-EKD bestellt die Evangelische Kirche in Deutschland für ihren Bereich als auch für den ihres Evangelischen Werkes für Diakonie und Entwicklung sowie für die gesamtkirchlichen Werke und Einrichtungen eine eigene Datenschutzaufsichtsbehörde und benennt einen Beauftragten der EKD (BfD EKD). Die Gliedkirchen und gliedkirchliche Zusammenschlüsse können gemäß § 39 Abs. 3 DSG-EKD ebenfalls jeweils eigene kirchliche Aufsichtsbehörden für ihren Bereich errichten, und zwar einzeln oder gemeinschaftlich, soweit sie die Aufgaben nicht der Aufsichtsbehörde der Evangelischen Kirche in Deutschland übertragen. Die kirchlichen Beauftragten für den Datenschutz sind in der Ausübung ihres Amtes nicht an Weisungen gebunden und nur dem kirchlichen Recht unterworfen. An die jeweilige kirchliche Aufsichtsbehörde kann sich jede Person wenden, die der Ansicht ist, bei der Erhebung, Verarbeitung oder Nutzung ihrer personenbezogenen Daten von kirchlichen Stellen in ihren Rechten verletzt worden zu sein (§ 46 Abs. 1 DSG-EKD).
Eine dem EKD-Datenschutzgesetz vergleichbare Regelung ist das Gesetz über den Kirchlichen Datenschutz der katholischen Bistümer in Deutschland.